# Robert Kerr (atleta)
Robert «Bobby» Kerr (Enniskillen, 9 de junio de 1882 - Hamilton, 12 de mayo de 1963), fue un atleta canadiense nacido en Irlanda, especializado en carreras de velocidad. Sus mayores logros fueron dos medallas en los Juegos Olímpicos de 1908 celebrados en Londres, una de oro en los 200 metros lisos y un bronce en los 100 m lisos. También participó en los anteriores Juegos Olímpicos celebrados en San Luis. donde participó en tres pruebas (60 m lisos, 100 m lisos y 200 m lisos), siendo eliminado en las rondas de calificación.